# Nummi (Lohja)
Pour les articles homonymes, voir Nummi.
Nummi est une  ancienne municipalité de l'Uusimaa en Finlande.

## Histoire
Le 1er janvier 1981, Nummi fusionne avec Pusula  pour former la ville nouvelle de Nummi-Pusula.
Au 1er janvier 1979, la superficie de Nummi était de 196,4 km2 et au 31 décembre 1980 elle comptait 2 729 habitants.
Avant sa fusion avec Pusula, les municipalités voisines de Nummi étaient Kiikala, la commune de Lohja, Pusula, Sammatti, Somero (jusqu'en 1977 Somerniemi), Suomusjärvi et Vihti.